# Cal Nosa i Cal Rata
Cal Nosa i Cal Rata són dos nuclis justaposats al nord del terme municipal de Balsareny, a la frontera amb Navàs. El nom prové de les antigues masies del mateix nom, al voltant de les quals s'hi comencen a construir habitatges.
Cal Nosa s'ha expandit pel carrer Carretera (antiga comarcal C-1411) i el carrer Santa Rosa fent cantonada amb la Carretera del Mujal, al costat d'una altra important masia de Balsareny «Les Cases». A Cal Rata es formaren línies urbanístiques rectangulars amb els carrers de Sant Maurici, Prat de la Riba, Baixada de Castellet (antic camí ral) amb un passatge interior. Pel costat de la masia de Cal Rata passa el camí que porta a les masies del "Lladó de Sobrerroca" i a la "Casa Noguera" i molt a prop trobem la casa de "Cal Roset". Com que es troben en continuació urbanística del centre de Navàs, l'ajuntament d'aquest municipi havia proposat el 2004 un canvi de la delimitació territorial.